# Jack Peñate

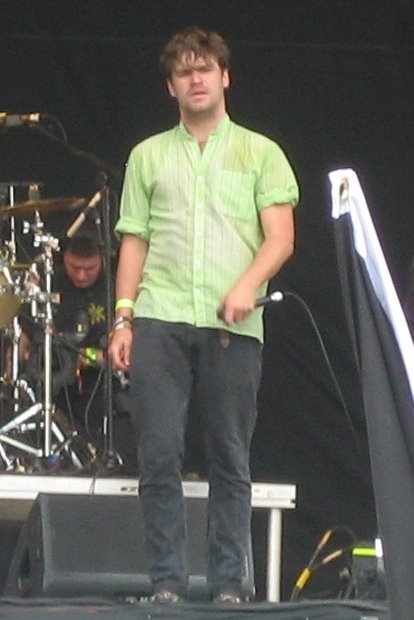
Jack Peñate auf dem Glastonbury Festival 2008

Jack Fabian Peñate [pənˈjɑːteɪ] (* 2. September 1984 in London) ist ein britischer Sänger-Songwriter.

## Leben und Wirken
Peñate wuchs in einer künstlerischen Familie auf, er selbst ist der Enkel des Schriftstellers Mervyn Peake. Mit neun Jahren wirkte er in dem Musical Oliver! im Londoner Westend als ein Mitglied der Jugendbande mit. Als Teenager spielte er mit Schulfreunden in einer Band namens Jack's Basement. Zu ihnen gehörte auch der spätere Maccabees-Gitarrist Felix White.
Während der Universitätszeit, wo er sich auf ein hoffnungsloses Latein-Studium eingelassen hatte, das er schließlich aufgab, startete er eine musikalische Solokarriere. Er schloss mit dem Young Turks Label einen Vertrag ab und veröffentlichte seine Debütsingle Second, Minute or Hour, die ihn gleich erfolgreich einführte. Das größere Indielabel XL Recordings nahm ihn daraufhin unter Vertrag und veröffentlichte sein Debütalbum Matinée. Es erreichte Platz 7 der britischen Charts, ebenso wie die erste Singleauskopplung Torn on the Platform.
Während Peñates erstes Album noch Popmusik in der Tradition der 1980er Jahre mit Einflüssen von Ska bis Rockabilly enthielt, vollzog er zu seinem zweiten Album einen großen Stilwechsel und nannte es dementsprechend Everything Is New. Afrikanische und brasilianische Elemente und sogar House sind enthalten und die Gitarre ist nicht mehr das Hauptinstrument. Obwohl auch dieses Album und zwei Singleauskopplungen in die Charts kamen, blieb er damit hinter seinem Debüt zurück.
Jack Peñate hat mit dem Bassisten Joel Porter und dem Schlagzeuger Alex Robins zwei Begleitmusiker, mit denen er immer zusammen auftritt.
Mit Künstlern wie Lily Allen, Jamie T, Kate Nash, Adele wird er oft zu der Gruppe der Künstler gezählt, die in „Estuary English“ singen. Dies ist ein bei jungen britischen Musikern 2006/2007 entstandener Stil, bei dem sie ihren ursprünglichen Akzent beim Singen nicht ablegen, wie es sonst viele andere Künstler tun.

## Diskografie
Alben
- Matinée (2007)
- Everything Is New (2009)
- After You (2019)

Singles
- Second, Minute or Hour (2006)
- Spit at Stars (EP, 2007)
- Torn on the Platform (2007)
- Have I Been a Fool? (2007)
- Tonight’s Today (2009)
- Be the One (2009)